# Movimento esperantista
Il movimento esperantista (in esperanto Esperanto-movado) è un movimento internazionale e transculturale, presente nella quasi totalità degli Stati, che ha come obiettivo primario la promozione dell'esperanto.

## Descrizione
La sua rappresentanza internazionale per eccellenza è fornita dalla Associazione universale esperanto (Universala Esperanto-asocio, UEA), che raggruppa e confedera le diverse associazioni esperantiste nazionali. La sezione giovanile della UEA è la Tutmonda Esperantista Junulara Organizo (TEJO).
Gli obiettivi del movimento, considerato nel suo insieme, sono esclusivamente di natura culturale e sociale; eventuali interessi di tipo politico non sono mai perseguiti direttamente dall'Associazione universale esperanto, che in ossequio al proprio statuto è politicamente neutrale, né dalle sue sezioni locali). Nel movimento esperantista convivono tuttavia numerose altre associazioni, che, libere dal vincolo di neutralità, possono perseguire i più disparati interessi: è il caso della Esperanta Civito, ispirata al raumismo, che si pone come obiettivo il raggiungimento dello status di soggetto di diritto internazionale.
Si deve poi al movimento esperantista la diffusione dell'ideale, puramente etico, di democrazia linguistica.

### Classificazione ed evoluzione
Secondo la classificazione dei movimenti sociali operata da Melucci, il movimento esperantista può essere inquadrato come uno di quei movimenti rivendicativi che si adoperano per favorire mutamenti di norme, di ruoli, di procedure d'assegnazione di risorse socioeconomiche. Nello specifico, l'esperantismo mira a fornire una proposta di innovazione delle politiche linguistiche a vari livelli: 
- A livello internazionale, l'Associazione universale esperanto  collabora con l'ONU (come membro consultivo), l'UNESCO e l'UNICEF; si avvale inoltre di un centro di comunicazione a Bruxelles per gestire i contatti con le istituzioni dell'Unione europea e con la stampa.
- A livello nazionale, le sezioni locali della UEA agiscono come gruppo di informazione e di pressione su istituzioni, partiti ed esponenti politici, mezzi di comunicazione, e così via.

### Comunità
A partire dagli anni 1970 si è assistito all'evoluzione del fenomeno Esperanto non più come semplice movimento - che ha come obiettivo la diffusione della lingua, e spesso legato al finvenkismo, ma come comunità (in esperanto, komunumo) orientata all'applicazione della lingua e spesso vicina al raumismo, con riflessi anche sulla nozione di esperantista e di esperantofono.  Tuttavia non sempre i due aspetti sono facilmente distinguibili: negli incontri esperantisti (ovvero quando la comunità si incontra) i corsi di lingua, il servizio stampa ed alcune conferenze sono più facilmente assimilabili all'aspetto caratteristico di un movimento.